# Età valentiniana
La cosiddetta età valentiniana rappresentò, nell'ambito dell'intera storia romana, il periodo in cui l'Impero fu retto dalla dinastia valentiniana, dal 364 al 392.

## Accadimenti politici e militari
Riguardo ai principali eventi politico militari si rimanda per ogni approfondimento alla voce riguardante la dinastia valentiniana.

## Società e governo

### Regni e popoli clienti
L'Imperatore Valente, nel corso del suo regno (364-378), dovette più volte fermare le ambizioni del re persiano di sottrarre al controllo indiretto di Roma i regni clienti di Armenia e Iberia. Il re dei Persiani, Sapore II, dopo il trattato di pace che riuscì a imporre all'Imperatore Gioviano, per un certo periodo di tempo mostrò intenzioni pacifiche nei confronti dell'Impero, ma poi successivamente tornò a manifestare intenzioni ostili ai Romani. Era intenzionato a condurre l'Armenia sotto il giogo persiano, con atti proditori; il re armeno Arsace stesso fu ingannato proditoriamente: durante un banchetto, fu catturato, incarcerato nella fortezza di Agabana e infine, dopo crudele tortura, giustiziato. Come se non bastasse, intenzionato a condurre anche l'Iberia nella sfera d'influenza persiana, Sapore detronizzò il re dell'Iberia Sauromace, re cliente dell'Impero, e impose al suo posto Aspacure.
Nel 368, Papa, figlio di Arsace, su consiglio della madre, partì con un piccolo seguito dalla città fortificata rifugiandosi presso l'Imperatore Valente; questi lo portò a Neocesarea, nota città del Ponto Polemoniaco, dove avrebbe dovuto ricevere un'istruzione e sostegno liberale. L'aiuto, tuttavia, fu loro negato per il momento; in compenso, Papa fu inviato di nuovo in Armenia insieme al generale Terenzio, dove avrebbe regnato per il momento, ma senza le insegne regali, una condizione necessaria per una ragione legittima, che non poteva essere incoronato senza rompere il trattato e violare la pace. All'apprendere di questi eventi, Sapore, inferocito, allestì un potente esercito per devastare l'Armenia. Non appena l'Armenia fu invasa dall'armata persiana, Papa, colto dal panico, cercò rifugio sulle alte montagne che separavano il territorio romano dalla Lazica, rimanendo nascosti nelle foreste per cinque mesi, eludendo tutti i tentativi da parte di Sapore di trovarli. Non essendo riuscito a trovarli, Sapore fece allora assediare Artogerassa con il suo intero esercito e, dopo alcune battaglie di esito alterno e lo sfinimento dei difensori, riuscì ad entrare in città e a distruggerla, portando con sé la moglie e i tesori di Arsace.
Allarmato da queste notizie, nel 369, Valente inviò il Comes Arinteo in Armenia con un esercito, in modo da assistere gli Armeni nel caso i Persiani avessero invaso quel territorio una seconda volta. I Persiani, per il momento, si limitarono ad inviare inviati all'Imperatore, rammentandogli che il trattato che Gioviano aveva stretto con Sapore gli imponeva di non difendere quella nazione. Gli inviati vennero respinti e, nel corso del 370, Sauromace, che era stato detronizzato dal trono d'Iberia dall'esercito persiano, fu inviato di nuovo lì con Terenzio e dodici legioni, per riconquistare il trono. E quando raggiunse il fiume Ciro, Aspacure gli andò incontro, proponendogli, in quanto cugini, di governare collegialmente il territorio con pari autorità, a condizione che non si sarebbe ritirato o schierato dalla parte dei Romani, in quanto suo figlio Ultra era ancora ostaggio dei Persiani. Quando l'Imperatore apprese di ciò, prudentemente acconsentì a una spartizione dell'Iberia con il fiume Ciro come frontiera tra le due parti. Sauromace avrebbe governato la parte dell'Iberia confinante con l'Armenia e con la Lazica, mentre Aspacure avrebbe governato la parte confinante con l'Albania e con lo stato persiano. Tale spartizione mandò su tutte le furie Sapore II, che si lamentò che l'aiuto fornito agli Armeni costituiva una violazione del trattato, ma soprattutto per il fatto che la spartizione fosse avvenuta senza il suo assenso. Dopo aver cercato aiuti dalle nazioni circostanti e allestito un potente esercito, si preparò a disfare con la forza delle armi i recenti vantaggi acquisiti dai Romani a scapito dei Persiani.
Alla fine dell'inverno 370/371, il re persiano Sapore II, allestito un potente esercito, inviò i suoi cavalieri corazzati, arcieri e guerrieri mercenari ad invadere il territorio romano. A fronteggiare l'invasione furono i generali romani Traiano e Vadomario, quest'ultimo in precedenza re degli Alemanni, alla testa di un'armata consistente, che tuttavia ricevettero l'ordine dall'Imperatore Valente di tenere sotto controllo gli invasori Persiani invece di attaccarli direttamente. Quando i due generali romani giunsero a Vagabanta, essi subirono gli attacchi della cavalleria nemica, ma si ritirarono di proposito, in modo da non essere i primi a ferire qualcuno del nemico, e pertanto essere giudicati colpevoli di violare il trattato; ma, condotti dalla necessità estrema, furono costretti alla battaglia, dalla quale uscirono vincitori. Seguirono alcuni scontri minori da ambedue le parti, con esito alterno; e dopo un armistizio concluso per comune assenso, ed essendo terminata l'estate, i comandanti di entrambi gli schieramenti partirono in direzioni diverse; il re dei Persiani svernò a Ctesifonte, mentre Valente entrò ad Antiochia.
Successivamente, l'Imperatore Valente ricevette da numerosi cortigiani e ufficiali lamentele per il comportamento assunto dal re armeno Papa, lanciando maliziosamente una serie di accuse contro di lui: in particolare il generale Terenzio scrisse frequenti lettere a corte, riferendo che, in seguito all'esecuzione di Cilace e Arrabane, Papa era diventato un re arrogante ed eccessivamente crudele per i suoi sudditi; Terenzio consigliò Valente di detronizzare Papa e imporre un altro re al suo posto, per non correre il rischio che l'Armenia passasse sotto la sovranità persiana a causa dell'odio dei sudditi nei confronti di Papa. Persuaso dalle lettere di Terenzio della necessità di detronizzarlo, l'Imperatore ordinò a Papa di recarsi a Tarso, in Cilicia, con il pretesto di una riunione importante sullo stato presente degli affari; ma a Tarso fu fatto prigioniero, anche se detenuto con tutti gli onori. Riuscito a fuggire e a tornare nel proprio regno, fu comunque ucciso, nel corso di un banchetto, dal comandante delle truppe romane di stanza in Armenia, Traiano, su ordini di Valente.
Sapore, all'apprendere dell'assassinio di Papa, inviò Arrace come inviato all'Imperatore, consigliandogli di ritirarsi interamente dall'Armenia, poiché era per lui fonte continua di guai; o, se ciò non fosse stato accettabile, proponendo come alternativa l'abbandono della spartizione dell'Iberia, consistente nel ritiro delle guarnigioni romane dalla parte romana dell'Iberia e dell'affidamento del governo su tutta l'Iberia a Aspacure, re cliente persiano. Valente rispose negativamente alle condizioni inaccettabili del re persiano, che richiedeva in pratica ai Romani di rinunciare all'Armenia e all'Iberia a vantaggio della Persia.
Valente ordinò a Vittore, comandante della cavalleria, e a Urbicio, generale di stanza in Mesopotamia, di recarsi presso i Persiani, portando un ultimatum in linguaggio moderato. Essi accettarono senza ordini alcuni piccoli territori offerti a loro stessi in quella stessa Armenia. Al loro ritorno il Surena, la più alta autorità in Persia subito dopo il re, offrì all'Imperatore quelle stesse terre che gli inviati romani avevano preso; fu ricevuto cortesemente, ma fu congedato senza aver ottenuto nulla, e di conseguenza grandi preparativi furono fatti in vista della guerra: l'Imperatore Valente progettava di invadere la Persia con tre armate e a tale scopo intendeva reclutare mercenari tra i Goti.
Sapore, avendo fallito per via diplomatica, istruì il Surena di recuperare con le armi le terre di cui si erano impossessati il Comes Vittore e Urbicio; e, inoltre, di attaccare l'esercito romano di stanza in Iberia, posto a protezione del re cliente romano Sauromace. Queste istruzioni vennero subito eseguite, e ad esse non fu possibile porre rimedio, perché i Goti in fuga dagli Unni e insediati dall'Imperatore Valente in Tracia si erano rivoltati, e stavano devastando la Tracia. L'Imperatore Valente, per confrontarsi con i Goti, fu costretto a rinunciare alla guerra contro la Persia, inviando ambasciatori alla corte di Sapore II per giungere a un accordo di compromesso.

### Insediamento di barbari nelle province
Tra l'estate e l'autunno del 376, decine di migliaia di profughi, Goti e di altri popoli, scacciati dalle proprie terre dalle invasioni unne, giunsero sul Danubio, confine dell'Impero romano, chiedendo asilo. Fritigerno e Alavivo, capi dei Tervingi, si appellarono all'imperatore romano Valente, chiedendo che alla propria gente venisse permesso di stabilirsi sulla sponda meridionale del Danubio: il fiume li avrebbe infatti protetti dagli Unni, che non avevano l'equipaggiamento necessario per attraversarlo in forze. L'imperatore concesse l'asilo in termini estremamente favorevoli.
Valente aveva promesso ai Goti terre da coltivare, razioni di grano e l'inclusione nell'esercito romano con la funzione di foederati: secondo le fonti dell'epoca, l'imperatore accettò di accogliere le popolazioni barbare allo scopo di rafforzare il proprio esercito e per aumentare la base imponibile del fisco; alcuni studiosi, tuttavia, come Peter Heather, ritengono invece che Valente non fu affatto contento dell'arrivo sulla frontiera del Danubio dei Goti proprio mentre era intento in operazioni militari contro la Persia, e accettò di accoglierli solo perché, con la maggior parte dell'esercito impegnato in Oriente, non era in grado di respingerli con le poche forze rimaste a presidio dei Balcani; secondo Heather, «l'unanimità delle nostre fonti, dunque, riflette più la propaganda con cui l'Imperatore era solito giustificare le sue scelte politiche che non i ragionamenti reali che le avevano motivate».
Le fonti dell'epoca sembrano suggerire che l'Imperatore Valente, in effetti, si mosse con molta prudenza. Solo a una parte dei Goti venne fatta passare il Danubio, mentre gli ammalati e gli anziani vennero lasciati al di là della frontiera alla mercé degli Unni. Inoltre, coloro che venivano accolti in territorio romano avrebbero dovuto vedersi confiscate le proprie armi, ma alcune riuscirono a passare: le fonti antiche affermano che gli ufficiali romani si fecero corrompere permettendo ai Goti di conservarle.
La presenza di un popoloso stanziamento in un'area ristretta causò una penuria di viveri tra i Goti, che l'Impero non fu in grado di contrastare né con i rifornimenti di viveri né con le terre da coltivare promessi. Il malcontento crescente dei Goti nei confronti dell'Impero e degli ufficiali romani, che speculavano sulla loro fame con il mercato nero, li spinse rapidamente alla rivolta, soprattutto in seguito al tentativo fallito del generale romano Lupicino di uccidere i loro capi proditoriamente nel corso di un banchetto. Le devastazioni dei Goti divennero talmente preoccupanti che l'Imperatore Valente fu costretto ad abbandonare i progetti di spedizione contro la Persia e a lasciare Antiochia per tornare a Costantinopoli, nonché a richiedere l'arrivo di rinforzi dall'Imperatore collega Graziano, suo nipote, che governava la parte occidentale dell'Impero. Convinto tuttavia dai suoi ufficiali ad affrontare i Goti senza attendere l'arrivo di Graziano con le truppe romano-occidentali, Valente decise di affrontare l'armata gotica nei pressi di Adrianopoli, dove l'esercito romano conobbe una completa disfatta e l'Imperatore Valente stesso fu ucciso (9 agosto 378). I Goti, annientato nella quasi totalità l'esercito romano della parte orientale in quella battaglia, procedettero a devastare senza opposizione le province, pur non riuscendo ad espugnare le città fortificate non essendo abili nell'arte dell'assedio.
Graziano affidò il governo della parte orientale dell'Impero al generale Teodosio, incoronandolo Imperatore della parte orientale. Nel corso dell'inverno del 379/380, l'Imperatore Teodosio si ammalò gravemente a Tessalonica, facendo recuperare coraggio ai Goti. Dividendo l'esercito goto, Fritigerno e i Tervingi devastarono la Tessaglia, l'Epiro e l'Acaia, mentre Alateo e Safrax con il resto delle loro truppe (Grutungi) partirono per devastare la Pannonia. Secondo Heather, la divisione in due gruppi di Greutungi e Tervingi sarebbe dovuta "alla difficoltà di nutrire un gruppo così numeroso". Quando l'Imperatore d'Occidente Graziano apprese dell'invasione della Pannonia, marciò immediatamente con un esercito per frenare le loro incursioni, ma, per attestato di Giordane, "invece di riporre fiducia nelle armi, cercò di conquistarli con la gentilezza e con i doni: in questo modo entrò in tregua con essi, stringendo una pace, e fornendo loro provviste". Diversi storici hanno interpretato questi passi di Giordane e Zosimo in questo modo: Graziano avrebbe permesso con questo trattato, firmato nel 380, ai Goti Grutungi di occupare in qualità di foederati dell'Impero la Pannonia, ma altri storici, come Heather, non concordano con questa interpretazione degli avvenimenti. Secondo Giordane, questo presunto trattato, che avrebbe stabilito lo stanziamento dei Grutungi in Pannonia in qualità di Foederati di Roma, sarebbe stato approvato dallo stesso Teodosio, quando si riprese dalla malattia e ne fu informato. Nel 382 inoltre anche Teodosio firmò un trattato di pace con i Goti Tervingi che erano rimasti a devastare la parte orientale dell'Impero, insediandoli all'interno dell'Impero.